# Абдуллаев, Мовсум Насир оглы
Абдуллаев Мовсум Насир оглы — советский и азербайджанский хирург-онколог, кандидат медицинских наук, профессор Международной экоэнергетической академии, заслуженный врач Азербайджанской Республики, автор целого ряда опубликованных печатных работ.

## Биография
Родился 28 сентября 1935 года в Гейчае Азербайджанской ССР. В 1959 году окончил стоматологический факультет Азербайджанского медицинского института им. Н.Hариманова и был наплавлен на работу в Туркмению. Вскоре был переведён в Узбекистан и работал стоматологом в Сурхандарьинской областной больнице в г. Термезе. Работая там на протяжении пяти лет в условиях острого дефицита врачебных кадров Абдуллаев освоил многие тонкости челюстно-лицевой хирургии и сформировался как опытный специалист в этой области.
Вернувшись в Азербайджан, в 1965 году он был принят на работу ординатором хирургического отделения в HИИ рентгенологии, радиологии и онкологии (с 1995 года Национальный центр онкологии Министерства здравоохранения Азербайджанской Республики) в Баку и на протяжении последующих 50 лет без перерыва оставался сотрудником этого учреждения.
С 1967 года он находился в Москве — сначала в клинической ординатуре, а затем в очной аспирантуре при Центральном научно-исследовательском институте стоматологии, где под руководством выдающегося российского учёного профессора И. И. Ермолаева выполнил кандидатскую диссертацию по специальности «онкология». За период работы в этом институте он заслужил репутацию грамотного специалиста и превосходного хирурга.
В 1972 году после защиты диссертации вернулся в Баку и был избран младшим, а вскоре и старшим научным сотрудником отделения общей онкологии HИИ рентгенологии, радиологии и онкологии. Все последующие годы он не только много оперировал, но и занимался подготовкой молодых специалистов.
Абдуллаев был профессионалом в области хирургии онкологических заболеваний головы и шеи и комбинированных методов лечения этих заболеваний. Впервые в Азербайджане им был выполнен ряд сложных хирургических операций по поводу опухолей органов головы и шеи.
Он один из первых в бывшем СССР начал широко использовать криотерапию в онкологической клинике и является основоположником применения этого метода в онкологии в Азербайджане.
Много сил он отдал подготовке молодых врачей-онкологов и их приобщению к достижениям клинической онкологии.

## Смерть
Скончался в Баку 7 ноября 2015 года на 81 году жизни после продолжительной болезни[какой?].